# Party Music
Albums de The Coup
Steal This Album
(1998) Pick a Bigger Weapon
(2006)
Party Music est le quatrième album studio de The Coup, sorti le 6 novembre 2001.
La chanson Pork and Beef figure dans la bande originale du film SuperGrave. Ride the Fence, quant à elle, figure dans le jeu vidéo Skate.

## Pochette du disque
Cet album devait sortir au début du mois de septembre 2001, mais sa sortie a été repoussée jusqu'à la fin du mois de novembre en raison de la photo qui figurait sur la pochette du disque. En effet, elle représentait Boots Riley et Pam the Funkstress détruisant les tours jumelles du World Trade Center en utilisant un accordeur comme détonateur. La couverture originale avait été créée en juin 2001.
Dans une interview donnée au Stranger, Boots Riley parlait de son combat pour garder la photo originale après les attentats du 11 septembre 2001 : 

« Il y a eu une mise en scène ces deux derniers jours dans les médias à propos du rôle que jouent les États-Unis dans le monde et du fait qu'ils tuent des centaines de milliers de personnes chaque année pour protéger leurs profits. Maintenant, comment pourrais-je m'exprimer sur la scène mondiale et interrompre les mensonges de CBS, CNN, NBC et ce que tout le monde dit. De mon point de vue, ça serait en conservant cette pochette. Non pas parce que je pense qu'en regardant cette photo vous comprendrez le message que je veux délivrer, mais parce qu'il s'agit d'une tribune pour interrompre le flot des mensonges qui sont racontés en ce moment. »

## Liste des titres
| No  | Titre                           | Contient un (des) sample(s) de                                      | Durée |
| --- | ------------------------------- | ------------------------------------------------------------------- | ----- |
| 1.  | Everythang                      | Daisy Lady de 7th Wonder                                            | 3:51  |
| 2.  | 5 Million Ways to Kill a C.E.O. |                                                                     | 5:24  |
| 3.  | Wear Clean Draws                |                                                                     | 4:51  |
| 4.  | Ghetto Manifesto                |                                                                     | 6:18  |
| 5.  | Get Up (featuring dead prez)    |                                                                     | 4:01  |
| 6.  | Tight                           |                                                                     | 3:11  |
| 7.  | Ride the Fence                  |                                                                     | 3:42  |
| 8.  | Nowalaters                      |                                                                     | 4:41  |
| 9.  | Pork and Beef                   | Rapp Will Never Die de MC Shy D Power to the People de Public Enemy | 3:59  |
| 10. | Heven Tonite                    |                                                                     | 3:50  |
| 11. | Thought About It 2              |                                                                     | 4:37  |
| 12. | Lazymuthafucka                  |                                                                     | 4:43  |